# Elymnias dampierensis
Elymnias dampierensis är en fjärilsart som beskrevs av Rothschild 1915. Elymnias dampierensis ingår i släktet Elymnias och familjen praktfjärilar. Inga underarter finns listade i Catalogue of Life.